# Synagoge Gürzenich

Ruine der Synagoge Gürzenich. Aufnahme: 1. Januar 1938

Die Synagoge Gürzenich stand im Dürener Stadtteil Gürzenich in der Dorfstraße, heute Schillingsstraße 276.
Bereits 1653 sind die ersten Juden in Gürzenich nachweisbar. Der erste Betraum war in einem Privathaus am Ende des Marktes. Da es wegen Baufälligkeit 1903 abgerissen werden musste, wurde der Saal einer Gaststätte angemietet. Erst Jahre später konnte ein Grundstück zum Bau einer Synagoge gekauft werden. Diese neue Synagoge wurde am 7. September 1906 eingeweiht. Über der Eingangstür stand in Hebräisch: „Kommet und bücket euch vor dem Herrn“. 
Auch die christlichen Bürger sollen durch Spenden den Neubau mitfinanziert haben. Diese Tatsache belegt wohl, dass die jüdische Minderheit in die dörfliche Gesellschaft eingebunden war. 
Die „Dürener Volkszeitung“ schrieb über die Einweihung:

„Gürzenich, 8. Sept. 1906 – Gestern wurde die neuerbaute Synagoge der israelitischen Gemeinde unter zahlreicher Beteiligung der Glaubensgenossen aus nah und fern ihrer Bestimmung übergeben. Im festlichen Zuge unter Musikbegleitung wurde aus dem bisher nach Abbruch der alten Synagoge benutzten Betsale in die neue Synagoge eingezogen. Die Festrede hielt Herr Dublon aus Aachen. Heute und morgen finden im Restaurant Hilden seitens der hiesigen Israelitischen Gemeinde Festlichkeiten statt.“

Beim Novemberpogrom 1938 am 10. November 1938 wurde das Gebäude, im Gegensatz zur Synagoge Düren, nicht niedergebrannt, da sonst die Nachbarhäuser mit abgebrannt wären. Die Gürzenicher Synagoge wurde abgebrochen. Dies dauerte etwa einen Monat. Die Steine wurden als Straßenpflaster verwendet. 